# Geuensee
Geuensee is een gemeente en plaats in het Zwitserse kanton Luzern en maakte deel uit van het district Sursee tot op 1 januari 2008 de districten van Luzern werden afgeschaft.
Geuensee telt 2.134 inwoners.

## Geboren
- Jakob Robert Steiger (1801-1862), arts, redacteur en politicus
- Michael Schär (1986), wielrenner